# Adams-Onís-Vertrag

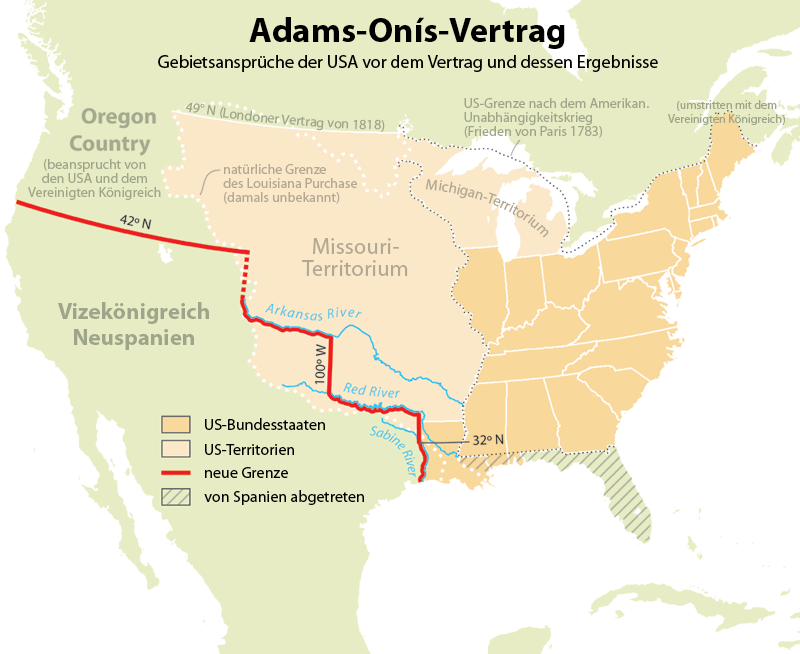
Die Karte zeigt die Ergebnisse des Adams-Onís-Vertrags.

Der Adams-Onís-Vertrag von 1819 (formal: Treaty of Amity, Settlement, and Limits between the United States of America and His Catholic Majesty, auch bekannt als der Transcontinental Treaty of 1819 und als Florida Purchase Treaty bezeichnet) war ein historischer Vertrag zwischen den Vereinigten Staaten und Spanien, der die Grenzziehung in Nordamerika zwischen den beiden Nationen regelte. Der Vertrag war die Folge von wachsenden Spannungen zwischen den Vereinigten Staaten und Spanien über die Stellung der spanischen Kolonien in Nordamerika, nachdem die Macht des spanischen Vizekönigreiches Neuspanien seit Anfang des 19. Jahrhunderts schwand. 
Im Vertrag trat Spanien Florida an die Vereinigten Staaten ab, dafür verzichteten die USA auf Ansprüche bezüglich Texas westlich der neu gefassten Grenze am Sabine River. Außerdem wurde die weitere Grenze Neuspaniens bis einschließlich der Rocky Mountains und westlich zum Pazifischen Ozean festgelegt. Im Gegenzug übernahmen die Vereinigten Staaten alle bestehenden Forderungen der Bewohner des an sie übergehenden Staatsgebietes gegen die Spanische Krone bis zu einer Gesamtsumme von 5 Millionen Dollar.

## Geschichte

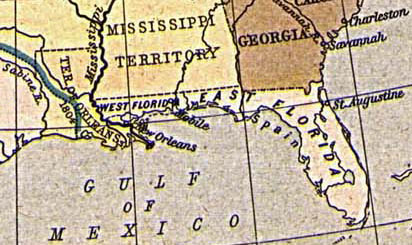
Ost- und Westflorida.

Der Vertrag wurde durch John Quincy Adams, den damaligen Außenminister der Vereinigten Staaten unter Präsident James Monroe und später sein Nachfolger als Präsident, und den spanischen Außenminister Luis de Onís y González-Vara ausgehandelt und am 22. Februar 1819 in Washington, D.C. unterschrieben.

### Vorgeschichte
Spaniens Kolonialmacht in Amerika war im Niedergang. Seit Beginn des 19. Jahrhunderts entstanden in den meisten Kolonien Unabhängigkeitsbewegungen, unter der Symbolfigur Simón Bolívar gewannen die Revolutionäre an Boden. In Nordamerika war mit den erst seit 1776 unabhängigen Vereinigten Staaten eine neue Großmacht entstanden, die 1803 von Napoléon Bonapartes Frankreich die zwischen 1763 und 1800 spanische Kolonie Louisiana im Louisiana Purchase gekauft hatte und so im Westen bis an die Grenzen der spanischen Besitzungen vorgerückt war. Die genauen Grenzen Louisianas waren aber weder von Spanien, noch Frankreich, noch den Vereinigten Staaten je festgelegt worden, so dass viele Gebiete umstritten waren.
Das ursprünglich spanische Florida war seit der kurzzeitigen Herrschaft der Briten von 1763 bis 1784 in Ost- und Westflorida geteilt. 1810/12 hatte US-Präsident James Madison Teile West-Floridas, das von der heutigen Westgrenze Floridas entlang der Golfküste bis nach New Orleans reichte, mit der Begründung annektiert, dass diese Gebiete zu Louisiana gehörten und von Frankreich mitverkauft worden wären. Im Britisch-Amerikanischen Krieg von 1812 bis 1814 operierten die Briten teilweise aus dem formal spanischen Florida und wurden von US-Truppen unter General Andrew Jackson, später selbst Präsident der USA, am Fort Barrancas bei Pensacola und noch nach der Unterzeichnung des Friedensvertrages bei New Orleans geschlagen. Im Zuge des Krieges und danach führten die Vereinigten Staaten in Georgia mehrere Feldzüge gegen das Indianervolk der Seminolen. General Jackson verfolgte mehrfach nach Florida fliehende Indianer und dorthin entlaufene Sklaven über die Grenze. 1817/18 nahmen diese Gefechte die Form eines Kriegszuges in Florida an, sie werden als der erste von mehreren Seminolenkriegen bezeichnet. Die Spanier hatten nur schwache Besatzungen in den drei Forts St. Augustine, Saint Marks und dem nach der vorherigen Zerstörung wieder aufgebauten Fort Barrancas und mussten die Invasionen hinnehmen. Jackson kämpfte die Indianer weitgehend nieder, zerstörte ihre Dörfer und das überwiegend von ehemaligen Sklaven errichtete Negro Fort, an dessen Stelle er Fort Gadsden erbauen ließ. Außerdem griff er unprovoziert die spanischen Forts St. Marks und Barrancas an und nahm sie ein. 
Auch an der südwestlichen Grenze Louisianas war der Grenzverlauf zwischen dem amerikanischen Louisiana und dem spanischen Texas umstritten. Ein dritter Grenzdisput lag im äußersten Westen am Pazifischen Ozean: Die West-Grenze Louisianas war der Hauptkamm der Rocky Mountains. Doch die Vereinigten Staaten hatten im Laufe des Jahres 1818 den Londoner Vertrag mit dem Vereinigten Königreich ausgehandelt, nach dem beide Nationen künftig das so genannte Oregon Country gemeinsam nutzen könnten. Dieses lag westlich des Hauptkamms der Rocky Mountains bis zur Küste. Seine Süd-Grenze zum spanischen Gebiet am Pazifik war umstritten. Das etablierte Alta California endete im Norden am 42. Breitengrad, doch Spanien erhob aus der päpstlichen Bulle Inter caetera von 1493 noch immer formal den Anspruch auf die gesamte Pazifikküste des amerikanischen Kontinents. Zwar hatten sie in den drei Nootka-Vereinbarungen von 1790, 1793 und 1794 den Briten und Russland zugestehen müssen, dass auch diese an der Küste des Nordpazifiks tätig werden können, und reichte ihre reale Macht nicht weit über San Francisco hinaus, doch waren die grundsätzlichen Ansprüche noch wirksam.
Als Jackson in Florida die spanischen Forts einnahm, hatten in Washington bereits Verhandlungen zwischen Adams und Onís über einen Kauf Floridas begonnen. Einige Mitglieder des Kabinetts von Präsident Monroe verlangten deshalb einen Rückzugs der Armee Jacksons und dessen Bestrafung. Monroe sah die Ereignisse aber als diplomatischen Vorteil. Spanien verfügte über keine militärischen oder anderen Mittel, um Florida zu verteidigen. Als Geste guten Willens gab Monroe Pensacola, St. Marks und den ganzen Nordwestteil Floridas (Florida Panhandle) zunächst wieder an Spanien zurück und regte eine Einigung über die endgültige Abtretung an.

### Details des Vertrages
Im Adams-Onís-Vertrag trat Spanien Florida (Ost- und Westflorida) an die Vereinigten Staaten ab, dafür verzichteten die USA auf Ansprüche bezüglich Texas westlich der neu gefassten Grenze am Sabine River. Außerdem wurde die weitere Grenze Neuspaniens bis einschließlich der Rocky Mountains und westlich zum Pazifischen Ozean festgelegt. Im Gegenzug übernahmen die Vereinigten Staaten alle bestehenden Forderungen der Bewohner des an sie übergehenden Staatsgebietes gegen die Spanische Krone bis zu einer Gesamtsumme von 5 Millionen Dollar. Der Vertrag wurde am 22. Februar 1819 in Washington, D.C. abgeschlossen, von beiden Seiten ratifiziert und am 22. Februar 1821 proklamiert. Die US-Kommission stellte geschätzte 1.800 Ansprüche fest und stimmte zu, dass diese Ansprüche einen Wert von 5.454.545,13 $ hatten. Da der Vertrag die Vergütung für die Ansprüche auf 5 Millionen $ begrenzt hatte, verminderte die Kommission den Auszahlungsbetrag entsprechend um 8 1/3 Prozent.
Der Adams-Onís-Vertrag legte den Streit durch die Ziehung fester Grenzen bei. Im Wesentlichen wurden Florida und Louisiana den Vereinigten Staaten zuerkannt, während Spanien alle westlich von Louisiana gelegenen Gebiete von Texas bis nach Kalifornien erhielt. Die präzise Grenze verlief am Sabine River von dessen Mündung in den Golf von Mexiko bis zum 32. Breitengrad, dann nordwärts zum Red River; dem Red River folgte sie in westlicher Richtung bis zum 100. Längengrad, anschließend nördlich zum Arkansas River, westwärts zu seiner (zum damaligen Zeitpunkt kartographisch noch nicht erfassten) Quelle, von dort nordwärts bis zum 42. Breitengrad und weiter westwärts auf dem Breitengrad bis zum Pazifischen Ozean.
Die spanischen Ansprüche auf das Oregon Country datierten auf die päpstliche Bulle vom 4. Mai 1493, die Spanien das Recht garantierte, die Westküste Nordamerikas zu besiedeln, sowie die Proklamationen des Vasco Núñez de Balboa von 1513, als dieser die ganze „South Sea“ (den Pazifischen Ozean) und das angrenzende Land für die spanische Krone in Besitz nahm. Zur Festigung dieser 250 Jahre alten Ansprüche errichtete Spanien in den späten 1700er Jahren einen Militär- und Handelsaußenposten im heutigen British Columbia und zwar Santa Cruz de Nuca. Als weitere Folge des Adams-Onís-Vertrags erwarben die Vereinigten Staaten von Spanien die Ansprüche bezüglich des Oregon Country nördlich des 42. Breitengrads.

### Bedeutung
Für die Vereinigten Staaten bedeutete dieser Vertrag, dass ihre Territorialansprüche sich soweit über den Mississippi nach Westen ausdehnten, dass der Pazifische Ozean erreicht wurde. Für Spanien bedeutete es, dass es seine Kolonie in Texas behielt sowie eine Pufferzone zwischen seinen Kolonien in Kalifornien und New Mexico und den US-Territorien. Adams erachtete diesen Vertrag als seinen größten Erfolg, denn er sah voraus, dass es Oregon erlaubt sein würde, Handel mit dem Orient und den wirtschaftlichen Mächten im Pazifik zu betreiben.

## Nach dem Vertragsschluss
Der Vertrag wurde von Spanien 1820 und von den Vereinigten Staaten 1821 ratifiziert. Die Unabhängigkeit von Mexiko gab den Vereinigten Staaten die Gelegenheit für eine Wiederaufnahme der Gespräche. Dabei forderten die Vereinigten Staaten die Sabine und Neches Rivers als neuen Grenzverlauf zu Texas. Es war ein Versuch, mehr Land zu beanspruchen und die Bestimmungen des Adams-Onís-Vertrages hinsichtlich der östlichen Grenze von Texas zu unterlaufen. Doch durch einen am 12. Januar 1828 in Mexiko-Stadt geschlossenen Vertrag (Treaty of Limits between the United Mexican States and the United States of America), der nach der Ratifizierung durch beide Staaten am 5. April 1832 in Kraft trat, wurde der Grenzverlauf des Adams-Onís-Vertrages bestätigt.
Ungeachtet der Verträge unterstützten die Vereinigten Staaten die Unabhängigkeit der Republik Texas 1836. Aufgrund des Vertrages von Guadalupe Hidalgo nach dem Mexikanisch-Amerikanischen Krieg fielen die Gebiete, die im Adams-Onís-Vertrag Mexiko zugesprochen worden waren, 1848 an die Vereinigten Staaten.